# Фред Керли
Фредрик Ли Керли (енгл. Fredrick Lee Kerley; рођен 7. маја 1995.) је амерички атлетичар, спринтер који је каријеру започео такмичећи се на 400 метара до 2020. године, када је прешао на 100 метара и 200 метара. Освојио је неколико медаља на Светским првенствима у дисциплини 400 м и у штафети 4 × 400 м.
Његово лични рекорд на 400 метара од 43,64 секунде чини га осмим најбржим човеком у историји. Током пандемије, Керли је одлучио да се фокусира на 100 м током олимпијског циклуса да побољша своју основну брзину како би у будућности покушао да истрчи 400 метара брже од 43 секунде. Одлука да одустане од ових аспирација на 400 метара исплатила се јер је освојио сребрну медаљу на 100 м на Олимпијским играма у Токију 2020.
Његов лични рекорд од 9,76 секунди чини га шестим најбржим човеком у историји у трци на 100 метара, иза Јусеина Болта, Јохана Блејка, Тајсона Геја, Асафе Пауела и Џастина Гетлина. На шестом месту светске ранг листе Керли је поравнат са Кристијаном Колманом и Трејвоном Бромелом.

Керли је један од само 3 атлетичара, поред Мајкла Нормана и Вејда ван Никерка који су трчали испод 10 секунди на 100 м, испод 20 секунди на 200 м и испод 44 секунде на 400 м.
Керли је двоструки победник финала Дијамантске лиге, освојивши 400 м у 2018. и 100 м у 2021.

## Каријера

### 2018-2019
Након опоравка од повреде, Керли је 2018. освојио трофеј Дијамантске лиге у трци на 400 метара.
Придружио се клубу АЛТИС у Фениксу, Аризона, и тамо је почео да тренира под вођством Кевина Тајлера. Међутим, 2019. вратио се у Тексас А&М да тренира под својим бившим тренером Алејном Франсиком.

### 2021-2022
27. јуна 2021., током финала Олимпијских игара у САД 2021. на 200 метара, Керли је трчао 19,90, први пут испод 20 секунди на 200 метара.
На Светском првенству у атлетици 2022, Керли је освојио златну медаљу на Светском првенству у дисциплини 100 метара. Керли је у полуфиналу трчао 9,76 секунди. У финалу, Керли је на самом циљу претекао сународника Марвина Брејсија и победио у времену 9,86 секунди.

## Статистика
Информације са профила Фреда Керлија на сајту Светске атлетике.

### Лични рекорди
| Стаза        | Дисциплина        | Време   | Место одржавања             | Датум              | Напомене                                      |
| ------------ | ----------------- | ------- | --------------------------- | ------------------ | --------------------------------------------- |
| На отвореном | 400 метара        | 43.64   | Де Мојн, САД                | 27. јул 2019.      | 8. тркач свих времена                         |
| На отвореном | 200 метара        | 19.76   | Најроби, Кенија             | 18. септембар 2021 | +2.0 м/с ветар у леђа, 22. тркач свих времена |
| На отвореном | 100 метара        | 9.76    | Јуџин, САД                  | 24. јун 2022.      | +1.8 м/с ветар у леђа 6. тркач свих времена   |
| На отвореном | 4 × 400 м штафета | 2:56.69 | Доха, Катар                 | 6. октобар 2019.   |                                               |
| На отвореном | 4 × 200 м штафета | 1:21.11 | Остин, САД                  | 2. април 2016.     |                                               |
| На отвореном | 4 × 100 м штафета | 38.63   | Сан Салвадор, Салвадор      | 16. јул 2017.      |                                               |
| У дворани    | 400 метара        | 44.85   | Колеџ Стејшон, САД          | 11. март 2017.     | 7. тркач свих времена                         |
| У дворани    | 200 метара        | 20.58   | Фејетвил, САД               | 27. јануар 2017.   |                                               |
| У дворани    | 4 × 400 м штафета | 3:01.97 | Бирмингем, Велика Британија | 4. март 2018.      |                                               |

### Резултати на међународним такмичењима
| Година | Такмичење                     | Место                           | Позиција | Дисциплина | Резултат         | Белешка |
| ------ | ----------------------------- | ------------------------------- | -------- | ---------- | ---------------- | ------- |
| 2017   | Светско првенство             | Лондон, Уједињено Краљевство    | 7.       | 400 м      | 45.23            |         |
| 2017   | Светско првенство             | Лондон, Уједињено Краљевство    | 2.       | 4 × 400 м  | 2:58.61          |         |
| 2018   | Светско првенство у дворани   | Бирмингем, Уједињено Краљевство | 2.       | 4 × 400 м  | 3:01.97          |         |
| 2019   | Светско првенство у штафетама | Јокохама, Јапан                 | —        | 4 × 400 м  | Дисквалификовани |         |
| 2019   | Светско првенство             | Доха, Катар                     | 3.       | 400 м      | 44.17            |         |
| 2019   | Светско првенство             | Доха, Катар                     | 1.       | 4 × 400 м  | 2:56.69          |         |
| 2021   | Олимпијске игре               | Токио, Јапан                    | 2.       | 100 м      | 9.84             |         |
| 2022   | Светско првенство             | Јуџин, САД                      | 1.       | 100 м      | 9.86             |         |
| 2022   | Светско првенство             | Јуџин, САД                      | 20.      | 200 м      | 20.68            |         |
| 2023   | Светско првенство             | Будимпешта, Мађарска            | 9.       | 100 м      | 10.02            |         |
| 2023   | Светско првенство             | Будимпешта, Мађарска            | 1.       | 4 × 100 м  | 37.38            |         |
| 2024   | Олимпијске игре               | Париз, Француска                | 3.       | 100 м      | 9.81             |         |